# Abramzewo
Abramzewo (russisch Абрамцево) ist ein kleines russisches Dorf in der Oblast Moskau nahe der Stadt Chotkowo. Bekannt ist es durch seine Künstlerkolonie.

## Geschichte

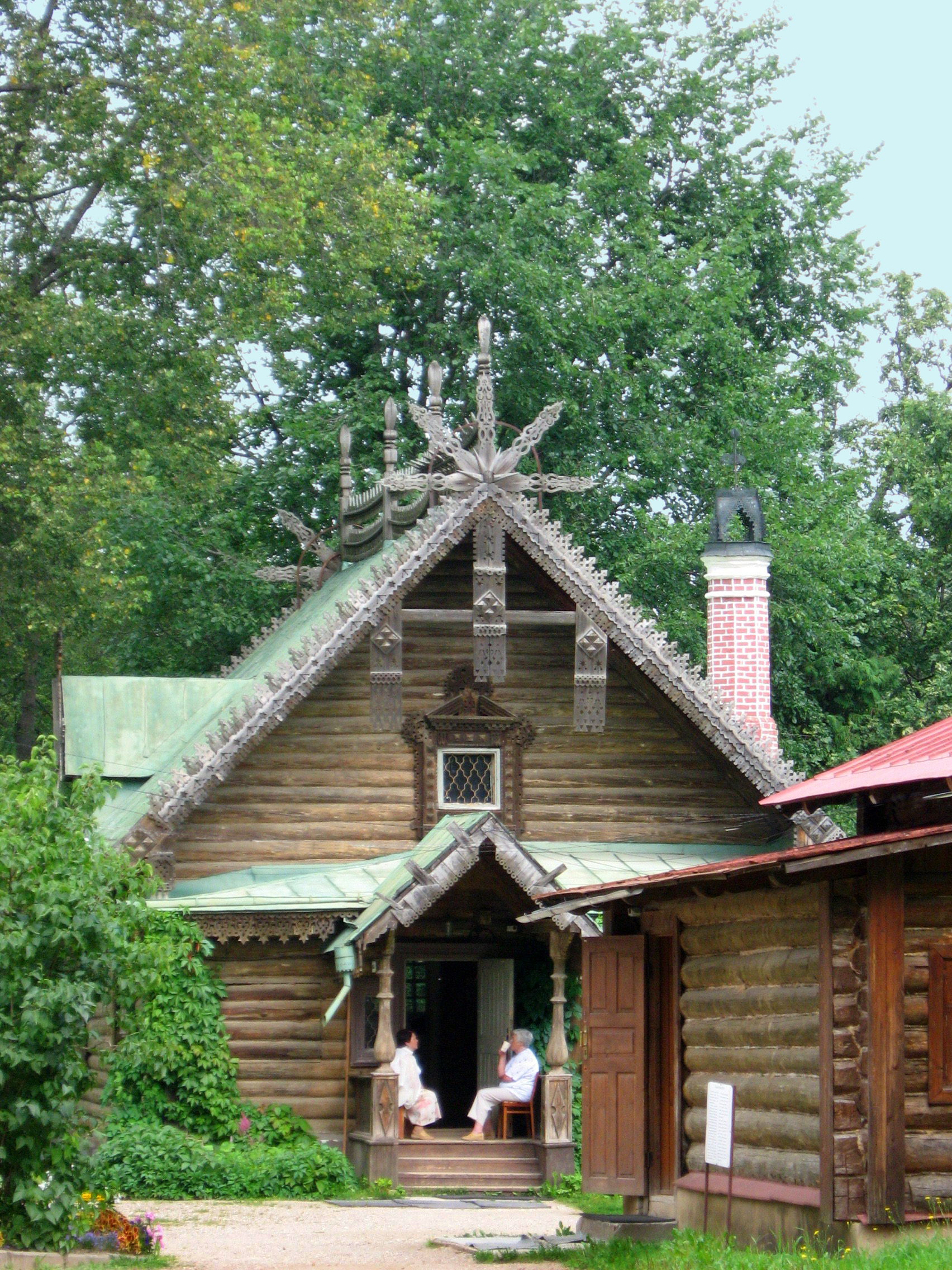
Holzhaus in Abramzewo

1843 wurde das an der Worja gelegene Gut von dem Schriftsteller Sergei Aksakow erworben, der an diesem Ort Künstler um sich versammelte. Zu den Künstlern, die in dieser Zeit in Abramzewo wirkten, zählen Gogol, Turgenew und Tjuttschew. Zu seiner wahren Blüte kam die Siedlung, nachdem sie der Kunstmäzen Sawwa Mamontow erworben hatte. Er lud liberale und demokratisch gesinnte Maler, Architekten, Schauspieler, Komponisten, Sänger und Künstler ein. Diese Künstlerkolonie bildete einen Gegenpol zu der Petersburger Akademie, die sich neuen Strömungen der Kunst gegenüber verschloss.
In der Zeit von 1870 bis 1985 entstanden viele Bauten im altslawischen Stil, die auch heute noch erhalten und ein beliebtes Ausflugsziel sind. Die Banja „Teremok“ sowie das Märchenhaus und die Kirche nach Entwürfen von Wiktor Wasnezow entstammen dieser Zeit. Weitere Künstler, die in dieser Phase in Abramzewo arbeiteten, waren Michail Wrubel, Ilja Repin, Wassili Polenow, Konstantin Korowin und Walentin Serow.
Die wichtigsten in Abramzewo vertretenen Gruppen waren die Peredwischniki, die Impressionisten und Vertreter des expressiven Symbolismus.

## Bevölkerungsentwicklung
| Jahr | Einwohner |
| ---- | --------- |
| 1989 | 179       |
| 2002 | 238       |
| 2006 | 235       |

Anmerkung: Die Einwohnerzahlen sind Volkszählungsdaten.

## Verkehr
Abramzewo hat einen Haltepunkt am 57. Kilometer der Transsibirischen Eisenbahn.